# Tonic radio
 (décembre 2014).
Tonic Radio (précédemment Lyon Sport, Hit & Sport) est une station de radio dirigée par Laurent Chabbat et Charles Couty dont le siège est à Lyon. Cette radio diffuse ses programmes en modulation de fréquence à Lyon, Villefranche-sur-Saône, Bourgoin-Jallieu, Chalon sur Saône et Vienne. En outre, la radio numérique terrestre lui permet de desservir Marseille d'une part, le streaming par internet toute la planète d'autre part.

## Historique
Anciennement baptisée Lyon Sport depuis sa création en 2000, elle est rebaptisée Hit & Sport en 2004. À l'été 2011, elle change encore de nom pour devenir Tonic Radio.
Le 15 février 2011, le CSA autorise Tonic radio à émettre sur Villefranche-sur-Saône et sur Bourgoin-Jallieu. La station diffusera sur ces nouvelles villes dès octobre 2011. Depuis mai 2013, Tonic Radio émet également à Vienne.
À partir de 2011, Tonic Radio lance plusieurs webradios et dispose aujourd'hui de six webradios : 100% Lounge, 100% Ladies, 100% Mix, 100% Pop Rock, ASVEL Tonic Radio qui diffuse les matchs de l'ASVEL Basket et Direct Sport qui sert aux retransmissions sportives.
Depuis fin aout 2021 Tonic Radio obtient sa première fréquence en dehors de sa zone de diffusion à Chalon-sur-Saône sur le 91.1 FM .
Elle est diffusée à Saint-Étienne depuis le 5 septembre 2022 en DAB+

## Identité de la station

### Logos

Logo de Hit & Sport de 2004 à aout 2011.
Logo à partir d'aout 2011.

### Slogans
- 2004 : Qui n'écoute pas n'est pas lyonnais !
- 2006 : Des Hits et du Sport !
- 2008 : Numéro 1 sur les hits, premier sur le sport !
- 2010 : Première radio supporter de tous les sports ! 100 % Hit, la meilleure musique !
- 2011 : De la musique, des hits, du rythme et du sport !
- sept. 2011 : "Tonic Radio, la radio du sport" et "Tonic Radio, vous et la musique !"
- 2014 : Hit & Pop Music

## Personnel
À la rentrée 2011-2012, Tonic Radio annonce l'arrivée dans son équipe de Thierry Roland. C'est sur ses ondes que le célèbre commentateur fera sa dernière intervention médiatique, deux jours avant son décès qui est intervenu le 16 juin 2012.

## Diffusion

### En modulation de fréquence (FM)
Tonic radio dispose de cinq émetteurs qui fonctionnent en modulation de fréquence. 
| Secteur                         | Diffuseur | Adresse de diffusion                                   |
| ------------------------------- | --------- | ------------------------------------------------------ |
| Lyon                            | Towercast | Basilique de Fourvière 8, place de Fourvière Lyon 5ème |
| Villefranche-sur-Saône          | TDF       | La Buisante Pommiers                                   |
| Vienne                          | TDF       | Les Jacquetières Sainte-Colombe                        |
| Bourgoin-Jallieu/La Tour-du-Pin | TDF       | Petite Rosière Ruy-Montceau                            |
| Chalon Sur Saone                | TDF       | La Chagnère Plaine de la Chaume Buxy                   |

### En numérique
Le 30 novembre 2016, le CSA a sélectionné Tonic Radio en catégorie B dans la zone "Lyon étendu". Ses émissions en numérique démarreront prochainement.